# Antilliaanse Cahiers
De Antilliaanse Cahiers was een literair tijdschrift dat tussen juli 1955 en 1967 verscheen.
In totaal werden veertien afleveringen gepubliceerd. Het tijdschrift was opgezet door het Cultureel Centrum Curaçao (C.C.C.) en werd mede bekostigd door de Stichting voor Culturele Samenwerking (STICUSA). De redactie werd gevormd door Cola Debrot, Henk Dennert en Jules de Palm. Het was de opvolger van De Stoep dat tussen 1940 en 1951 verscheen.

## Datering en de inhoud

### Jaargang 1 - nrs 1, 2, 3, (4 + 1/2 jaargang 2)
1 - juli 1955 - Cola Debrot - Literatuur in de Nederlandse Antillen -  Samenvattend overzicht
2 - januari 1956 - Bloemlezing van gedichten die eerder verschenen in het literaire tijdschrift De Stoep 1940 - 1952 (samengesteld door Luc. Tournier (Chris Engels)
3 - mei 1956 - Geschreven Curaçaose portretten door Wim van Nuland (pseudoniem van pater W.C. (Michael) Möhlmann O.P.) eerder verschenen in het literaire tijdschrift De Stoep in 1941, 1942 en 1948
4 - Driedubbelaflevering - februari 1957 - Tip Marugg - Weekend pelgrimage (samen met jaargang 2, nrs 1/2)

### Jaargang 2 - nrs (4 jaargang 1+1/2 jaargang 2),3/4
1/2 - Driedubbelaflevering - februari 1957 - Tip Marugg - Weekend pelgrimage (samen met jaargang 1, nr 4)
3/4 - Dubbelaflevering -  juni 1957 - Alette Beaujon - Gedichten aan de baai en elders

### Jaargang 3 - nrs 1,2,3,4
1 - november 1957 - Frank Martinus Arion - Stemmen uit Afrika
2 - juni 1958 - Cola Debrot - Pages from a diary in Geneva preceded by My sister the negro - Translated by Estelle Reed-Debrot
3  - januari 1959 - Antilliaanse motieven - Bijdragen: Anton van Duinkerken - Anthonie Donker - Harry Schütte - John de Pool - Elis Juliana - Cola Debrot - Frank Martinus Arion - Luis Palés Matos - Tip Marugg - Hein Roethof (Hendrik Jan (Hein) Rutten meergenaamd Roethof)  - Hanni - Heinz Ewers - Chandi Lagun - Nicolás Guillén - Azyn Banana (Oscar Enau van Kampen)
4 -  april 1959 - Gedichten - Bijdragen: Florette Morand - Bernardo Ashetu (H.G. van Ommeren) - Alette Beaujon - Frans de Vries - Brunilda Vizoso - Cola Debrot

### Jaargang 4 - nrs 1/4
1/4 Vierdubbelaflevering - 1961 - John de Pool - "Zo was Curaçao" (Santiago de Chili, 1935) uit het Spaans vertaald door prof. dr J.A. van Praag, W. Chr. Rohde en Cola Debrot

### Jaargang 5 - nrs 1, 2/3, 4
1 - 1962 - Poezie - Poesia - Gedichten van Guido Gezelle - Nicolas Piña - Tony Piña - Burny Every - Frank Martinus Arion - Cola Debrot - Ornelio Martina - Henk Dennert
2/3 - Dubbelaflevering - 1962 - Yanacuna - Gedichten van Bernardo Ashetu (H.G. van Ommeren)
4 - 1967 - Hubert Booi (Golgotha - un drama religioso) Raul Römer (Mari di Malpais - Mariken van Nimweghen) en May Henriquez Sjon Pichiri - Molière L'avare) - Tres piesa di teatro - Drie Papiamentstalige toneelstukken.